# Nelson Garden
A Nelson Garden (magyarul: Nelson-kert) a walesi Monmouth egyik jelentős kertje. A 19. században alakították ki, nevét Nelson admirális tiszteletére kapta, aki itt teázott 1802-ben. A kert egyike a monmouthi örökség tanösvény huszonnégy állomásának. Déli részét az egykori városfalak fennmaradt szakasza határolja, amelyen egy kis földalatti átjárón keresztül közelíthető meg. A kert minden év áprilisától szeptemberig látogatható.

## Története
A fallal körülvett kertben a 17. században egy teniszpálya, majd 1718-ban egy tekepálya működött. Ezt követően gyümölcsöskertté alakították. Ennek maradványa a 18. századi hypocaustum, amely segítségével a gyümölcsfákat alulról melegítették. A szomszédos kertben a mai napig fennmaradt a „padlófűtést” biztosító kemence. A pázsit alatt a régészeti feltárások során római és normann kori romokat találtak.
A Nelson-kert Horatio Nelson admirális monmouthi látogatásának állít emléket. Az admirális William Hamilton és felesége, Emma Hamilton társaságában érkezett a városba a Wye-völgyi körútja részeként. Miután részt vett a The Beaufort Arms Hotelben, a tiszteletére rendezett fogadáson, visszavonult teázni Lindsey ezredes kertjébe. Végül az egész estét itt töltötte. Lindsey ezredes „csendes pihenőhelye” az idők múlásával eltűnt. 1840-ben egy pavilont emeltek a kertben a neves látogatás emlékére, valószínűleg George Vaughan Maddox helyi építész tervei alapján. Mivel az építmény fából készült, az idők során több elemét is ki kellett cserélni, így ma nem tudni pontosan melyik része eredeti. A Lord Nelson’s Seat-nek (magyarul: Lord Nelson ülése) elnevezett épület ma is egy közkedvelt eleme a parknak. Az épületen egy emléktábla utal Nelson admirális látogatására.
Az 1950-es évekig a szomszédos Lloyds Bank igazgatói tartották fenn a kertet. Ez akkor változott meg, amikor engedélyezték, hogy családjukkal máshol telepedjenek le. A kertet ezt követően a banképület bérlői, Mr. és Mrs. Gough tartották fenn 1984-ig, amikor ők is elköltöztek. Ezt követően a kert elhanyagolódott. 1994-ben Sheila Thorneycroft a Nelson Társaság és a Monmouthi Régészeti Társaság támogatásával hozzálátott rendbetételéhez, amiben a catbrooki Allen Watkins segítette. 1996-ban a Walesi Történelmi Kertek Alapítvány (angolul: Welsh Historic Gardens Trust) vette kézbe a helyreállítási munkálatokat és egy külön restaurálási tanácsot állított fel a kerttel kapcsolatos munkák felügyeletére. 2001-ben a tanács tíz esztendőre bérbe adta a Lloyds Banknak, valamint hozzájárult a bejárati alagút és a kovácsoltvas kerítés építéséhez a bankkal szomszédos telekhatáron.
A kert építményei, beleértve a pavilont is II*. kategóriás brit műemléknek (British Listed Building) számítanak 1952. június 27. óta. A tanács (angolul: Nelson Garden Preservation Trust Committee) továbbra is igazgatja a kertet a Lloyds TSB megbízásából. A cél, hogy teljes mértékben visszaállítsák eredeti formájába a kerteket. A munkálatokban a Cadw részéről Helena Gerrish kertépítész segít tanácsadókén.

## Fordítás
- Ez a szócikk részben vagy egészben  a   Nelson Garden című angol Wikipédia-szócikk ezen változatának fordításán alapul.  Az eredeti cikk szerkesztőit annak laptörténete sorolja fel. Ez a jelzés csupán a megfogalmazás eredetét és a szerzői jogokat jelzi, nem szolgál a cikkben szereplő információk forrásmegjelöléseként.